# Athelges tenuicaudis
Athelges tenuicaudis là một loài chân đều trong họ Bopyridae. Loài này được G. O. Sars miêu tả khoa học năm 1898.